# Заклинье (Гдов)
Закли́нье — деревня в Гдовском районе Псковской области России. Входит в состав городского поселения «Гдов» Гдовского района.

## География
Расположена в 10 км к северу от Гдова, в 2 км к западу от автодороги Гдов — Сланцы (Р60).

## История
До 2005 года деревня входила в состав ныне упразднённой Гдовской волости.

## Население
Численность населения деревни по оценке на 2000 год составляет 4 человека, по переписи 2002 года — 11 человек.